# 12340 Stalle
A 12340 Stalle (ideiglenes jelöléssel 1992 YJ2) a Naprendszer kisbolygóövében található aszteroida. Eric Walter Elst fedezte fel 1992. december 18-án.